# Nationaal Slavernijmuseum (Amsterdam)
Het Nationaal Slavernijmuseum is een museum in oprichting over de Nederlandse slavernij. Het initiatief hiertoe werd genomen in 2017. Het museum zal worden gebouwd op het Java-eiland in Amsterdam. Het moet zijn deuren openen in 2030. 
Uitgangspunt voor het museum is het trans-Atlantische slavernijverleden, maar er komt ook aandacht voor de Indisch-Oceanische slavernij. Inhoudelijk zal het museum zich richten op een breed publiek, met een focus op educatie, kunst, kennis en onderzoek. 

## Totstandkoning

### Initiatief
Op 20 december 2017 stemde de Amsterdamse gemeenteraad unaniem in met het initiatiefvoorstel 'Een stap naar verdere verkenning van het Amsterdamse slavernijverleden' van de raadsfracties van GroenLinks, PvdA en SP. In 2018 werd hiertoe een programma van eisen opgesteld en een oproep gedaan: Iedereen kon een plan indienen voor een 'verkenning naar een nationale museale voorziening slavernijverleden'. 
Een beoordelingscommissie onder leiding van Kathleen Ferrier boog zich vervolgens over veertien ingediende plannen. In december 2018 bracht zij haar advies ‘Historisch besef, vruchtbare toekomst’ uit. Het Amsterdamse college besloot daarop verder te gaan met een combinatie van de drie beste plannen. De indieners daarvan, NiNsee, IZI Solutions en Museum zonder Muren, werd gevraagd samen te werken in een verkenningsfase onder regie van de gemeente Amsterdam.

### Verkenningsfase
Door de coronamaatregelen duurde de verkenningsperiode aanzienlijk langer dan de geplande negen maanden. In mei 2020 overhandigden de verkennende partijen hun eindrapportage getiteld 'Met de kracht van voorouders' aan burgemeester Halsema. Het was een positief advies waarbij nadrukkelijk werd ingegaan op de scope van het museum. Vergezeld met aanbevelingen uit de Amsterdamse culturele sector (Kunstraad en Raad voor cultuur) werd het rapport in november 2021 aangeboden aan demissionair minister Van Engelshoven en de Amsterdamse wethouders van Kunst & Cultuur en van Diversiteit.
In januari 2023 maakten de 'kwartiermakers' John Leerdam en Peggy Brandon een reis naar het Caribische deel van het koninkrijk en Suriname -plekken waar de slavernij hoofdzakelijk plaatsvond en de doorwerking ervan voelbaar is- alwaar zij spraken met een keur aan nazaten en belanghebbende organisaties. Hierop volgde een gesprekkenreeks in Nederland, waarbij kwartiermaker David Brandwagt -die gaat over de fysieke aspecten van een toekomstig museum- aansloot. De aftrap was in Groningen. Daarna werden de steden Rotterdam, Den Haag, Middelburg, Utrecht, Arnhem, Assen, Zwolle, Maastricht, Eindhoven, Leeuwarden en Almere bezocht. De afsluitende dialoogbijeenkomst was in Tilburg.
Daarnaast brachten de kwartiermakers ter inspiratie een bezoek aan het National Museum of African American History and Culture in Washington dat in 2016 werd geopend. Dat museum poogt bezoekers te 'transformeren' door een reis te maken van het donker (het pijnlijke verleden) naar het licht (de hoopvolle toekomst), met aandacht voor zwarte helden waaronder bijvoorbeeld Martin Luther King. In de Nederlandse context kennen we vrijheidsstrijders als Tula en Anton de Kom (onder anderen). Tot slot vond in het Amsterdamse H'ART Museum nog de conferentie 'To Build a Museum' paats.

### Locatie
Over de locatie was nog altijd geen besluit gevallen. 
In februari 2024 ging de kogel door de kerk en werd gekozen voor de kop van het Java-eiland als voorkeurslocatie, langs het IJ, als 'een waardige en prominente plek aan doorgaand stromend water'. Water heeft niet alleen een betekenis van reiniging, maar ook van trauma. Winti-priesteres Marian Markelo hierover: Water heeft een belangrijke rol gespeeld in de manier waarop onze voorouders onvrijwillig getransporteerd werden. Het water heeft voor sommige Afrikaanse mensen daarom een traumatische betekenis.
Het gebouw moet zo'n 9.000 vierkante meter beslaan en 3 of 4 verdiepingen krijgen. De geschiedenis zal worden verteld aan de hand van verschillende tijdvakken, met thema's en verhalen die in de participatiebijeenkomsten zijn benoemd; verhalen over kracht, verzet, onderdrukking en pijn, maar ook over vieringen en culturele uitingen. In het gebouw zou volgens de commissie ook een kindermuseum moeten komen, net als een kenniscentrum waar mensen hun familiegeschiedenis kunnen onderzoeken.  Verder is de bedoeling dat het museum een ‘netwerkmuseum’ wordt, verbonden aan verschillende culturele partners en (slavernij)musea elders in de wereld, met name in Caribisch Nederland en Suriname.

### Vervolgstappen
Het concrete oprichtingsvoorstel vormt de basis voor een definitief besluit over zowel de bouw als de financiering door het Rijk en de gemeente Amsterdam.
Demissionair minister-president Mark Rutte hierover: Het Nationaal Slavernijmuseum is een belangrijk onderdeel van het verhaal achter de komma, na de excuses voor de rol van de Nederlandse staat in het slavernijverleden. Om recht te kunnen doen aan het verleden en in het hier en nu samen verder te komen, is het dringend nodig dat we meer en beter zicht krijgen op deze donkere pagina’s uit de geschiedenis. Het slavernijmuseum heeft daarin straks een centrale rol, als centrum van kennis en dialoog.
Burgemeester Halsema hierover: De excuses die door steden, bedrijven, de minister-president en de koning voor ons slavernijverleden zijn gemaakt waren helend voor de nazaten, de betrokken gemeenschappen en ons land. Zij hebben talloze mensen de hoop gegeven dat zij niet meer hoeven te strijden voor erkenning van leed en onrecht uit het verleden. Zij hebben ons land de hoop gegeven dat er een weg is naar een toekomst zonder racisme. Het slavernijmuseum is onmisbaar om die hoop in te lossen.
Vervolgstappen vanaf 2024 bestaan uit het verder ontwikkelen van het museumconcept met de vijf tijdvakken en de opbouw van een museumcollectie. Een netwerk van betrokkenen en ambassadeurs moet gaan bijdragen aan deze stappen en aan de bekendheid van het museum.
Op 9 april 2025 besloten B&W van Amsterdam tot de oprichting van de Stichting Nationaal Slavernijmuseum. Daarmee is het nu een zelfstandige organisatie. De stichting gaat het ondernemingsplan voor het museum verder uitwerken. John Leerdam is benoemd tot directeur-bestuurder van de stichting. Daarnaast is er een Raad van Toezicht benoemd die bestaat uit voorzitter Franc Weerwind, Bianca Tjon Atsoi en Matthias van Rossum.

## Pop-up-tentoonstellingen
In aanloop naar de fysieke oprichting van het Nationaal Slavernijmuseum worden jaarlijks 'pop-up'-tentoonstellingen gerealiseerd op diverse locaties in het land. De eerste expositie, in 2024, behandelt het brede palet van verzet tegen slavernij en is -geheel passend- gehuisvest in het Verzetsmuseum Amsterdam. De tentoonstelling laat zien op welke manieren tot slaaf gemaakte mensen in opstand kwamen én wie in Nederland streden voor afschaffing van de slavernij, zoals bijvoorbeeld de 17-jarige Frits Moquette. In 1853 richtte hij, na het lezen van het boek Uncle Tom's Cabin en de brieven van zijn vader in Suriname, het 'Jongelings Genootschap ter Afschaffing der Slavernij' op.

## Externe Links
- Internetpagina van het slavernijmuseum.